# Accord de libre-échange entre Taïwan et le Panama
L'accord de libre-échange entre Taïwan et le Panama est un accord de libre-échange signé le 21 août 2003 et entré en application le 1er janvier 2004. 
C'est le premier traité de libre-échange que signe Taïwan. Dès 2004, 71 % des produits échanges entre les deux pays ne sont plus soumis à des droits de douane du Panama et près de 48 % ne sont plus soumis à des droits de douane de Taïwan. À terme plus 95 % des produits échangés entre les deux pays devraient ne plus être soumis à des droits de douane.